# بي. ساي كومار
بي. ساي كومار (بالإنجليزية: B. Sai Kumar)‏ هو مسير أعمال هندي، ولد في 1 سبتمبر 1974 في دهرادون في الهند.